# Blue Grass (Iowa)
Pour les articles homonymes, voir Blue Grass.
Blue Grass est une ville des comtés de Muscatine et Scott, en Iowa, aux États-Unis. Elle est incorporée le 10 décembre 1903.

## Source de la traduction
- (en) Cet article est partiellement ou en totalité issu de l’article de Wikipédia en anglais intitulé « Blue Grass, Iowa » (voir la liste des auteurs).